# Both Sides
| Recensione | Giudizio |
| ---------- | -------- |
| AllMusic   |          |

Both Sides è il quinto album da solista del cantante britannico Phil Collins, pubblicato il 9 novembre 1993 dalla Atlantic Records.
Si tratta del lavoro più introspettivo dell'artista, che registrò l'album in completa solitudine nel suo studio casalingo, suonando tutti gli strumenti e senza la collaborazione di altri musicisti.

## Il disco
Questo è stato l'unico album dove Phil Collins ha fatto tutto da solo, senza le solite collaborazioni con il produttore Hugh Padgham, il chitarrista Daryl Stuermer, il bassista Leland Sklar e la sezione fiati The Phenix Horns. Dopo aver registrato le demo nel suo studio casalingo, l'autore completò l'album in appena sei settimane con l'aiuto dell'ingegnere del suono Paul Gomersall.
(Phil Collins)
L'atmosfera generale di Both Sides segna un ritorno allo stile oscuro e malinconico dei primi lavori solisti del cantante, Face Value e Hello, I Must Be Going! che si basavano principalmente sui temi della rottura e perdita di relazioni. In quel periodo infatti stava volgendo al termine anche il secondo matrimonio di Collins.
(Phil Collins)
L'album ha inizialmente spiazzato il pubblico per via dei suoi toni lenti e oscuri. Nonostante non abbia fatto registrare le vendite dei lavori precedenti, ha comunque debuttato al primo posto della classifica britannica degli album, e in generale stabilito buoni riscontri di vendite in Europa. Ha ottenuto decisamente minor successo negli Stati Uniti, dove ha fallito l'ingresso nella top 10 della Billboard 200. Nonostante tutta la carriera di Collins sia stata duramente contestata dalla stampa specializzata, è prevalentemente grazie a questo album che, con il passare degli anni, la critica ha rivalutato e apprezzato il suo tentativo di sperimentare, tentando di uscire dal canone pop tradizionale per abbracciare uno stile più introspettivo.

## Tracce
Testi e musiche di Phil Collins.
1. Both Sides of the Story – 6:42
2. Can't Turn Back the Years – 4:40
3. Everyday – 5:43
4. I've Forgotten Everything – 5:15
5. We're Sons of Our Fathers – 6:24
6. Can't Find My Way – 5:09
7. Survivors – 6:05
8. We Fly So Close – 7:33
9. There's a Place for Us – 6:52
10. We Wait and We Wonder – 7:01
11. Please Come Out Tonight – 5:46

## Formazione
Musicisti
- Tutti gli strumenti sono suonati da Phil Collins

Produzione
- Phil Collins – produzione
- Paul Gomersall – tecnico del suono
- Mark Robinson – tecnico del suono (assistente)
- Bob Ludwig – mastering
- Trevor Key – fotografia
- Registrato in casa su 12 tk e completato presso i The Farm Studios nel Surrey (Inghilterra)

## Classifiche
| Classifica (1993) | Posizione massima |
| ----------------- | ----------------- |
| Australia         | 8                 |
| Austria           | 1                 |
| Canada            | 6                 |
| Finlandia         | 6                 |
| Francia           | 1                 |
| Germania          | 1                 |
| Italia            | 1                 |
| Norvegia          | 4                 |
| Nuova Zelanda     | 7                 |
| Paesi Bassi       | 1                 |
| Regno Unito       | 1                 |
| Spagna            | 3                 |
| Stati Uniti       | 13                |
| Svezia            | 3                 |
| Svizzera          | 1                 |